# Universidad Federal de Piauí
La Fundación Universitaria Federal de Piauí (en portugués Fundação Universidade Federal do Piauí) (FUFPI) fue funda bajo la Ley n.º 5528, del 11 de noviembre de 1968 y oficialmente puesta en vigencia del 12 de marzo de 1971, con el objetivo de crear y mantener a la UFPI.
La FUFPI está formada por un Consejo Rector, compuesto por siete miembros efectivos, nombrados por el Presidente de la República. El presidente del Consejo Rector de la FUFPI es también Rector de la UFPI.
La UFPI posee tres Campus: Campus Ministro Petrônio Portella en Teresina; Campus Ministro Reis Veloso, en Parnaíba; y Campus do Junco, en Picos; además de tres colegios agrícolas (Teresina, Floriano y Bom Jesús).
Las unidades gestoras están organizadas en órganos Centrales, y Unidades de Enseñanza.

## Unidades de Enseñanza
- Centro de Ciencias de la Naturaleza : Ciencias de la Computación, Matemática, Física, Química y Biología.
- Centro de Ciencias de la Salud: Educación Física, Enfermería, Farmacia, Medicina, Nutrición y Odontología.
- Centro de Ciencias Agrarias: Ingeniería en Agronomía, Medicina Veterinaria.
- Centro de Ciencias da Educación: Pedagogía, Comunicación Social, Educación Artística, Música y Diseño.
- Centro de Tecnología: Agrimensura, Arquitectura e Ingeniería Civil.
- Centro de Ciencias Humanas y Letras: Administración, Ciencias Contables, Ciencias Económicas, Ciencias Sociales, Derecho, Filosofía, Geografía, Historia, Letras, Servicio Social y Teología.

- Datos: Q945699
- Multimedia: Universidade Federal do Piauí / Q945699